# Gare d'Iguerande
La gare d'Iguerande est une gare ferroviaire, fermée et désaffectée, de la ligne du Coteau à Montchanin. Elle est située avenue de la gare, ou voie verte, sur le territoire de la commune d'Iguerande dans le département de Saône-et-Loire en région administrative Bourgogne-Franche-Comté,  en France.
Ouverte en 1882 par la Compagnie des chemins de fer de Paris à Lyon et à la Méditerranée (PLM), elle est fermée en 1940 par la Société nationale des chemins de fer français (SNCF).

## Situation ferroviaire
Établie à 261 mètres d'altitude, la gare d'Iguerande est située au point kilométrique (pk) 25,204 de la ligne du Coteau à Montchanin, entre les gares de 	Pouilly-sous-Charlieu et de Marcigny.

## Histoire
La gare d'Iguerande est mise en service le 1er juin 1882 par la Compagnie des chemins de fer de Paris à Lyon et à la Méditerranée (PLM), lorsqu'elle ouvre à l'exploitation la section, à voie unique, du Coteau à Paray-le-Monial.
En 1889, la gare dispose d'un embranchement particulier dit « embranchement des fours à chaux du sieur Burdin, d'Iguerande ».
En 1911, la gare figure dans la Nomenclature des gares stations et haltes du PLM. C'est une gare de la 4e section de la ligne PLM de Roanne à Montchanin, située entre la gare de Pouilly-sous-Charlieu et la gare de Marcigny. Elle peut recevoir des dépêches privées, elle est : « ouverte au service complet de la grande vitesse, à l'exclusion des chevaux chargés dans des wagons écuries s'ouvrant en bout et des voitures à 4 roues, à deux fonds et à deux banquettes dans l'intérieur, omnibus, diligence, etc. » ; et « ouverte au service complet de la petite vitesse, à l'exclusion des Chevaux chargés... ».

La gare au début des années 1900
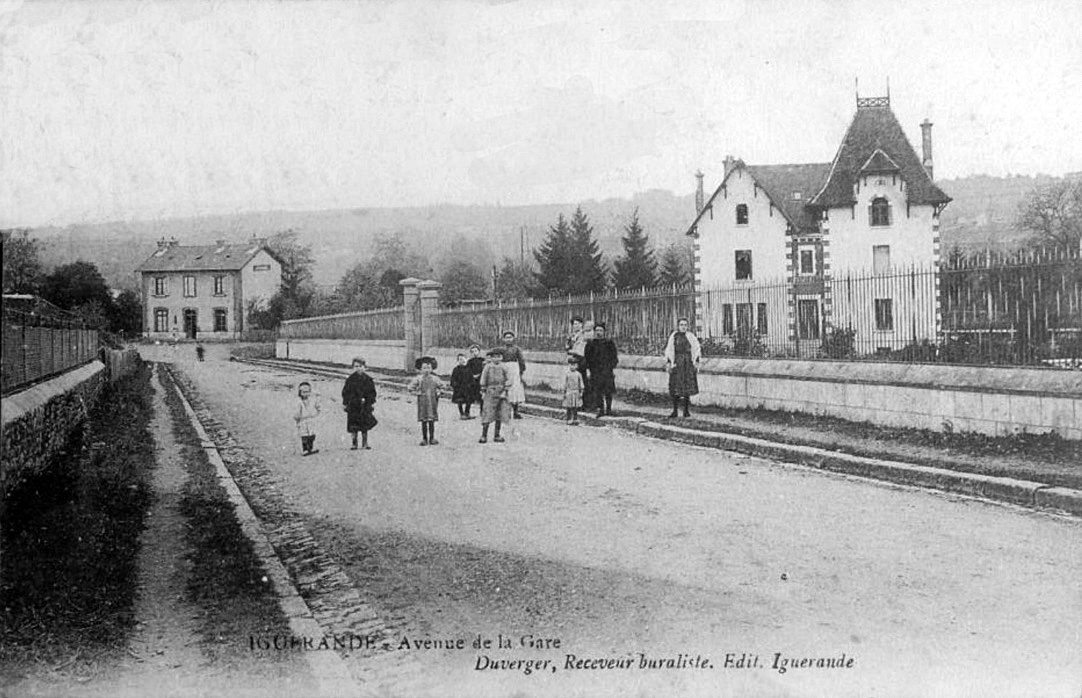
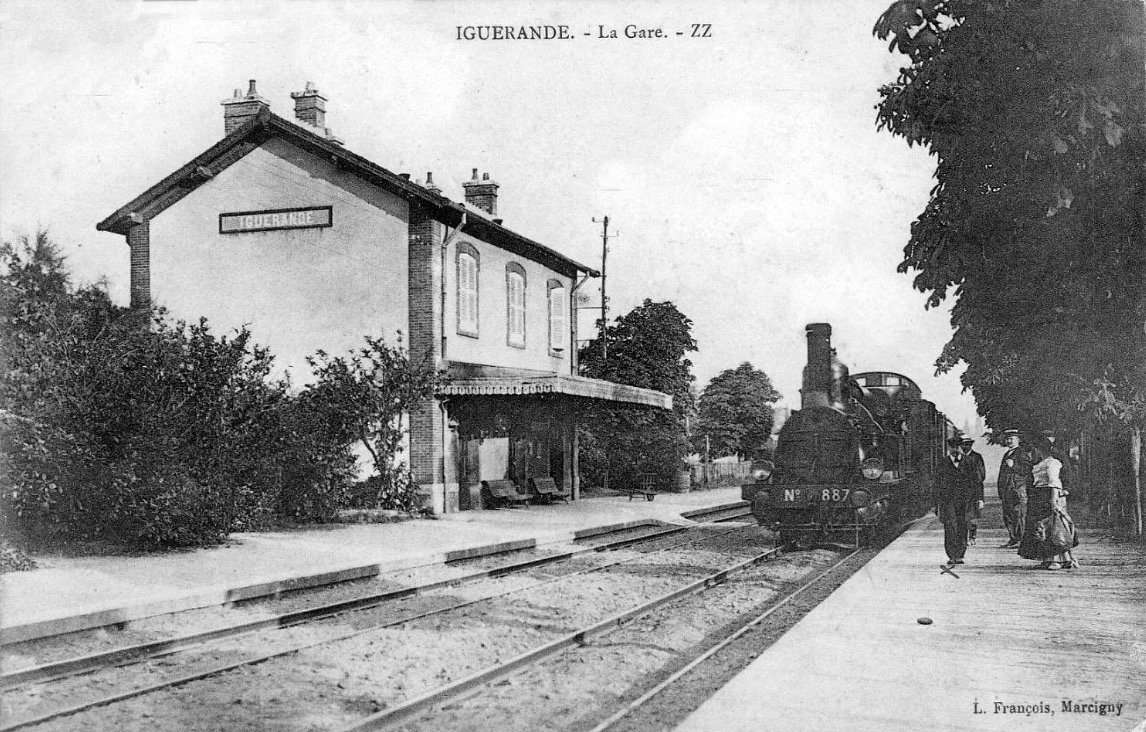
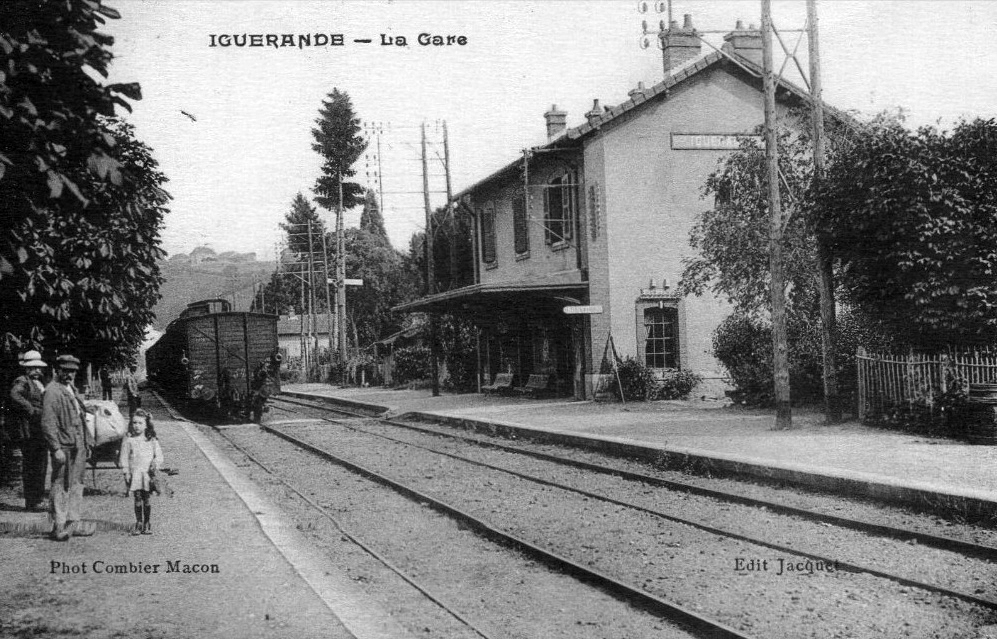

La gare est fermée au service des voyageurs le 20 mai 1940, comme sur l'ensemble de la section du Coteau à Paray-le-Monial.
Sur la section de ligne, du Coteau à Pouilly-sous-Charlieu, se poursuivre des circulations de trains de marchandises, pour l'usine Potain de Charlieu, jusqu'en mai 2005. La section ferme officiellement à toute circulations le 6 juin 2013.

## Patrimoine ferroviaire
Située sur une voie verte, la gare dispose toujours, en 2018, de son bâtiment voyageurs et de son abri de quai. Un peu plus loin près du parking de la voie verte accessible par la rue Terre Fromentale se situe l'ancienne halle à marchandises de la gare.

La gare en 2017
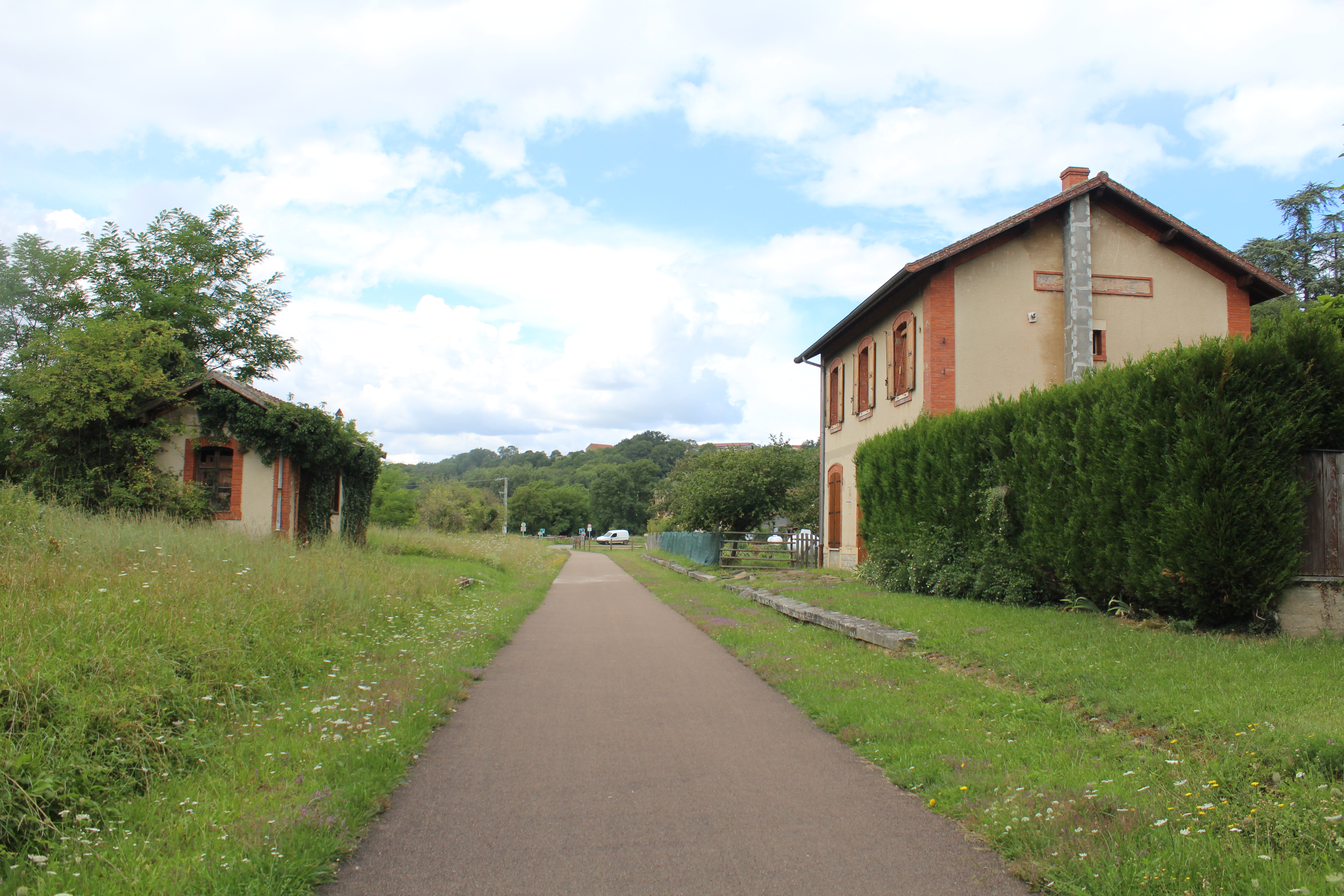
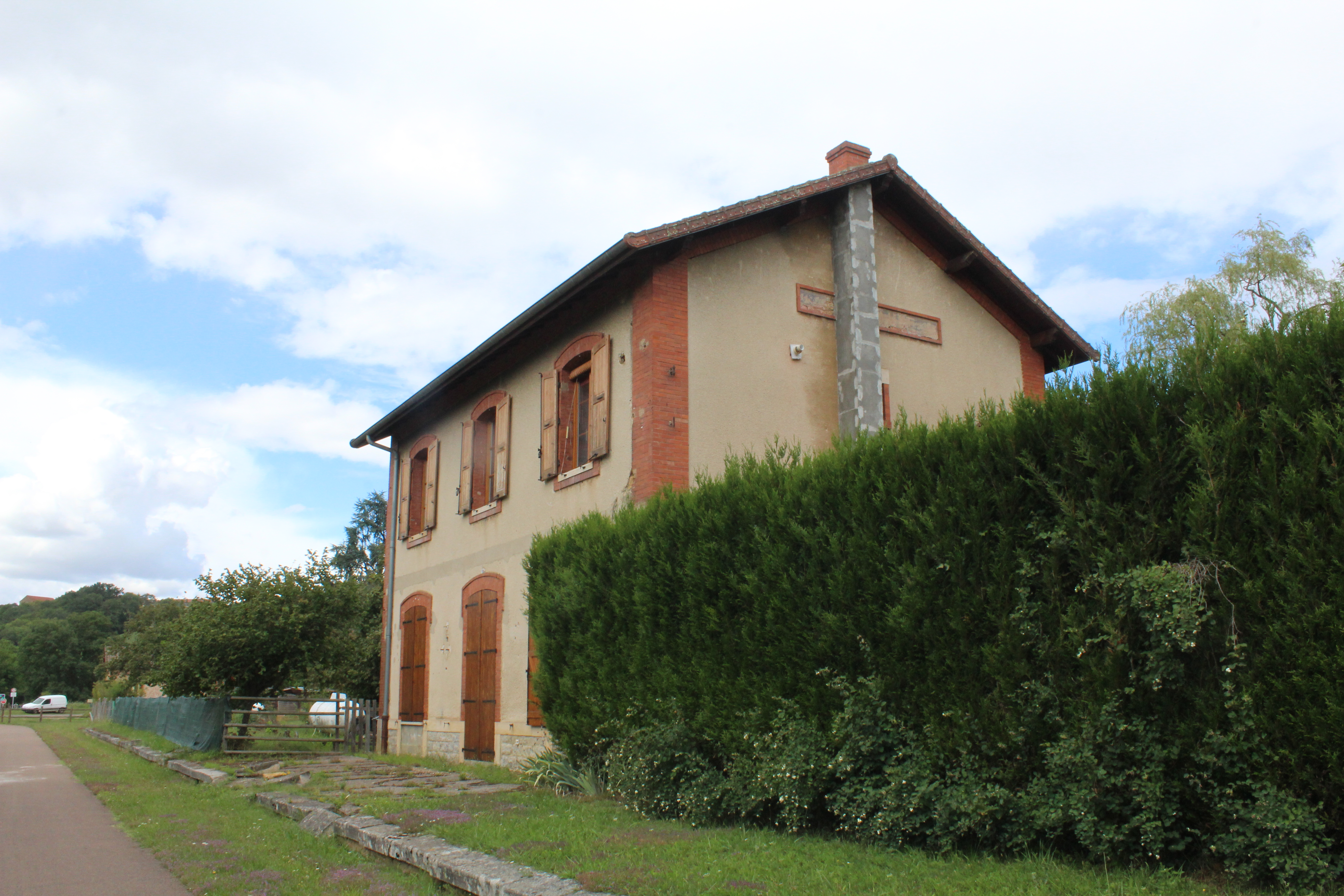
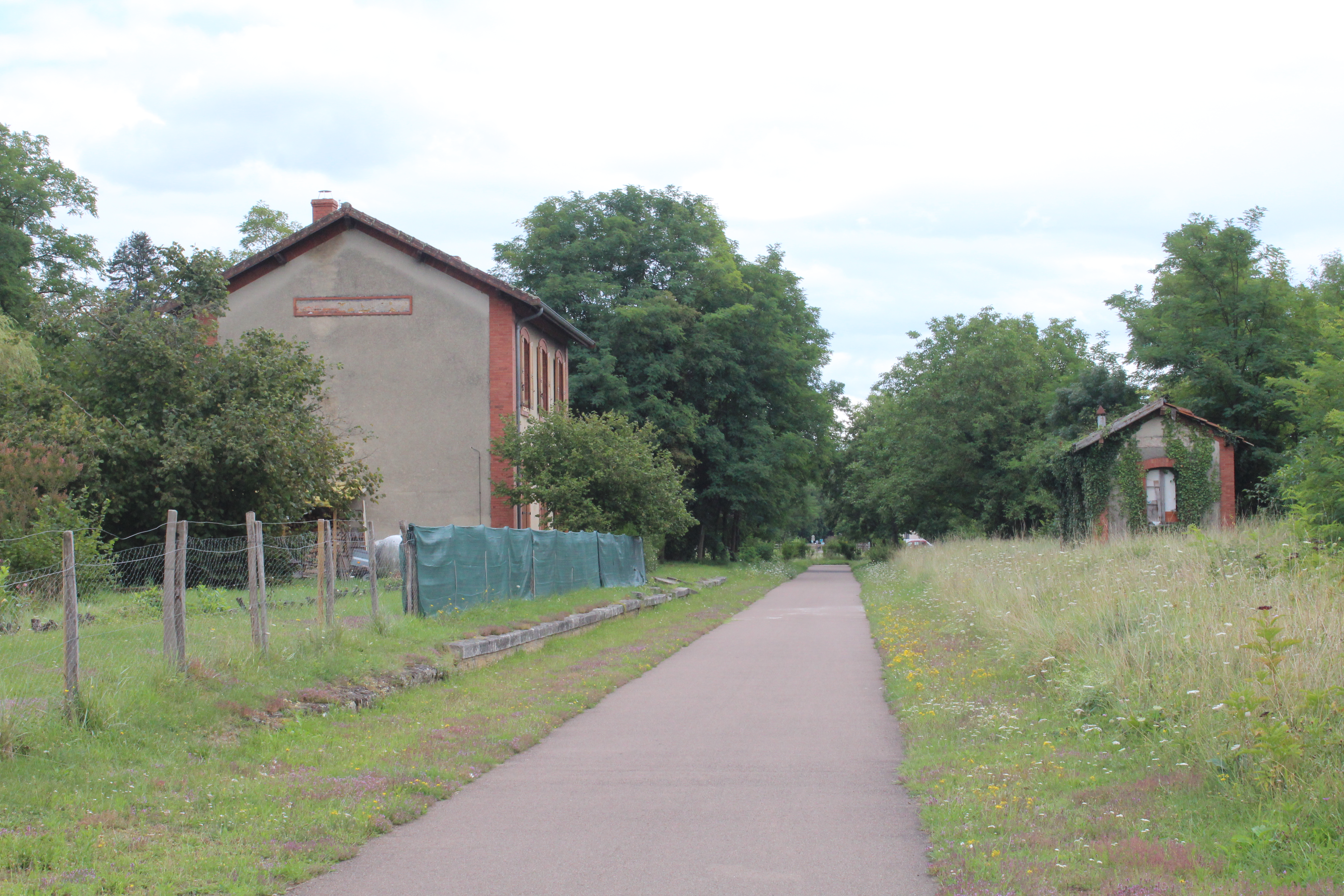